# Valensov akvadukt
Valensov akvadukt (turško Valens Su Kemeri, starogrško Ἀγωγὸς τοῦ ὕδατος, latinizirano: Agōgós tou hýdatos) je bil rimski sistem vodovodov, ki je oskrboval Konstantinopel, glavno mesto vzhodnega rimskega cesarstva. Valensov akvadukt je dokončal rimski cesar Valens v poznem 4. stoletju našega štetja in je bil stoletja v uporabi, razširjali in vzdrževali so ga Bizantinci in Osmanski Turki.
Zadnji in najvidnejši most v sistemu je preživel v carigrajskem okrožju Fatih v Turčiji, poimenovan po turško: Bozdoğan Kemeri, lit. 'Vodovod sivega sokola'. Bozdoğan Kemeri ostaja ena najpomembnejših znamenitosti mesta, pod njegovimi oboki pa prehaja Atatürkov bulevar (Atatürk Bulvarı).
Bozdoğan Kemeri se razprostira preko doline med griči, ki jih danes zaseda Carigrajska univerza in mošeja Fatih, nekdaj cerkev Svetih apostolov. Ohranjen odsek je dolg 921 metrov, približno 50 metrov manj od prvotne dolžine.

## Zgodovina
Gradnja vodovodnega sistema za mesto (takrat še imenovano Bizanc) se je začela že v času rimskega cesarja Hadrijana. V času Konstantina I. Velikega, ko je bilo mesto obnovljeno in se je povečalo, je bilo treba sistem močno razširiti, da bi ustrezal potrebam hitro rastočega prebivalstva.
Valensov akvadukt, ki je prvotno dobil vodo s pobočij gričev med Kağıthanejem in Marmarskim morjem, je bil zgolj ena od končnih točk tega novega širokega sistema vodovodov in kanalov - ki je sčasoma dosegel več kot 250 kilometrov, najdaljši sistem v antiki - ki se je raztezal po celotni griški deželi Trakiji in oskrboval prestolnico z vodo. V mestu je bila voda shranjena v treh odprtih rezervoarjih in več kot sto podzemnih cisternah, kot je Cisterna bazilika, s skupno prostornino več kot milijon kubičnih metrov.
Voda je prihajala iz dveh strani s severovzhoda in ene s severozahoda, ki sta se povezali zunaj obzidja, blizu Adrianople vrat (Edirne Kapı). V bližini vzhodnega konca vodovoda je bila razdelilna naprava, druga pa blizu Hagije Sofije. Voda je napajala območje cesarske palače. Dnevni pretok v 1950-ih je znašal 6120 kubičnih metrov. V bizantinskih časih sta se pod vzhodnim delom akvadukta križali dve cesti, pomembni za topografijo srednjeveškega Konstantinopla.

### Rimsko obdobje
Natančen datum začetka gradnje vodovoda ni jasen, vendar je bil končan leta 368 našega štetja v času vladavine rimskega cesarja Valensa, katerega ime nosi. Spektakularni odsek Bozdoğan Kemeri je prečkal dolino med tretjim in četrtim gričem Konstantinopla, ki sta ga takrat zasedla Capitoliumom in cerkvijo Svetih apostolov. Po tradiciji je bil akvadukt zgrajen iz kamnov zidovja Halkedona, ki so ga podrli leta 366 po zatrtju Prokopijevega upora. Zgradbo je leta 373 odprl mestni prefekt Clearh, ki je na Teodozijevem forumu naročil Nymphaeum Maius, ki ga je oskrboval z vodo akvadukt. Po hudi suši leta 382 je Teodozij I. zgradil novo linijo (Aquaeductus Theodosiacus), ki je vodo zajemala iz severovzhodne regije, danes znane kot Belgradski gozd.

### Bizantinsko obdobje
Druga dela so bila izvedena pod vodstvom Teodozija II., ki se je odločil, da bo vodo iz akvadukta razdelil izključno Nimfeju, Zevksipovemu kopališču in Veliki palači Konstantinopla. Akvadukt, ki ga je morda potres poškodoval, je bil obnovljen pod cesarjem Justinijanom I., ki ga je Flavij Il povezal s Cisterno baziliko (danes identificiran bodisi z Yerebatan bodisi z Binbirdirek (turško 'tisoč in en steber') cisterno, leta 576 pa jo je popravil Justin II., ki je zgradil ločeno cev.
Akvadukt so Avari presekali med obleganjem leta 626, oskrbo z vodo pa je ponovno vzpostavil šele po veliki suši leta 758 cesar Konstantin V. Cesar je dal popraviti celoten vodovodni sistem z nekim Patrikiosom, ki je uporabil veliko delovno silo, ki je prihajala iz celotne Grčije in Anatolije.
Druga vzdrževalna dela so bila opravljena pod vodstvom cesarjev Bazilija II. (leta 1019) in Romana III. Argira.
Zadnji bizantinski cesar, ki je skrbel za vodovod, je bil Andronik I. Komnen. [9] Niti v Latinskem cesarstvu niti v obdobju Paleologov niso bila izvedena popravila, vendar se je takrat število prebivalcev zmanjšalo na približno 40.000–50.000 prebivalcev, tako da oskrba z vodo ni bila več zelo pomembno vprašanje. Kljub temu je akvadukt še vedno deloval, ko je Ruy Gonzáles de Clavijo, kastiljski diplomat, leta 1403 odpotoval v Konstantinopel na pot do veleposlaništva k Timurju.

### Osmansko obdobje
Po padcu Konstantinopla (1453) je sultan Mehmed II. popravil celoten akvadukt, ki je bil nato uporabljen za dovajanje vode v cesarske palače Eski Sarayi (prva palača, zgrajena na tretjem griču) in Topkapı Sarayi, ter ga povezal z novo linijo, ki je prihajala s severovzhoda. Velik potres leta 1509 je uničil oboke v bližini  mošeje Şehzade, ki je bila postavljena nekoliko kasneje. Iz tega je nastala priljubljena legenda, da so jih rezali, da bi omogočili boljši pogled iz bližnje mošeje. Popravila vodovodne mreže so se nadaljevala pod vodstvom Bajazida II., ki je dodal novo linijo.
Okoli sredine 16. stoletja je Sulejman I. Veličastni obnovil loke (danes ogivalne) 47 do 51 (šteje se od zahoda) v bližini mošeje Şehzade in naročil cesarskemu arhitektu Mimarju Sinanu, da doda še dve liniji iz Belgradskega gozda (Belgrad Ormanı). Povečan pretok je omogočil distribucijo vode do četrti Kιrkçeşme ('Štirideset vodnjakov'), ki se nahaja vzdolž vodovoda na strani Zlatega roga in je tako imenovana po številnih fontanah, zgrajenih pod Sulejmanom I..
Pod sultanom Mustafo II. je bilo obnovljenih pet lokov (41–45) ob spoštovanju starodavne oblike. Na dogodek spominja napis in situ z dne 1696/97. Njegov naslednik Ahmed III. je znova popravil distribucijsko mrežo.
Leta 1912 so podrli 50 metrov dolg del akvadukta blizu Fatihove mošeje. V istem obdobju je bil na vzhodnem koncu postavljen nov sodoben Taksim ('distribucijski obrat', lit. 'divizija').

## Bozdoğan Kemeri
Most Bozdoğan Kemeri v Valensovem akvaduktu je bil dolg 971 metrov in največjo višino približno 29 metrov s konstantnim naklonom 1 : 1000. Loki 1–40 in 46–51 pripadajo Valensovem obdobju, loki 41–45 Mustafi II., tisti med 52 in 56 pa Sulejmanu I. Loki 18–73 imajo dvojni red, drugi enojni red.
Prvotno je bila zgradba popolnoma ravna, vendar je bila med gradnjo mošeje Fatih - iz neznanih razlogov - v tem delu upognjena. Zidanje ni običajno in uporablja kombinacijo kamnitih klesanih blokov in opeke. Prva vrsta lokov je zgrajena iz kvadratnih kamnitih blokov; zgornja vrsta je zgrajena s štirimi do sedmimi vrstami kamnov, izmenično s posteljo iz rimskega betona (opus caementitium), vpeti z železnimi objemkami. Širina mostu se giblje od 7,75 do 8,24 metra. Stebri so debeli 3,70 metra, loki spodnjega reda pa so široki 4 metre. Kot rezultat geofizičnih raziskav, izvedenih leta 2009, je zdaj znano, da so temelji stebrov približno 5,4–6,0 metrov pod današnjo površino.